# Abú Músá

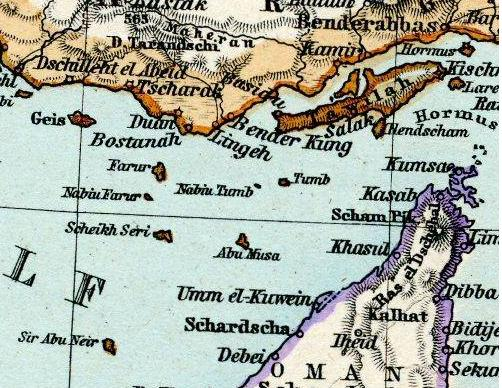
Mapa

Abú Músá je ostrov v Perském zálivu. Má rozlohu 12,8 km² a žije na něm okolo 5000 obyvatel, převážně Peršanů. Nejvyšší bod ostrova má nadmořskou výšku 110 m. Podnebí je horké a vlhké, obyvatelé se živí převážně rybolovem.Abu Musa je nejjižnější íránský ostrov v Perském zálivu a nejblíže rovníku.
Abú Músá spolu se sousedními ostrůvky Velký a Malý Tunb má značný strategický význam, protože kontroluje cestu tankerů k ropným polím. Ostrov je pod kontrolou Íránu, který jej spravuje jako součást provincie Hormozgán, ale nárok na něj si činí také Spojené arabské emiráty.
Ostrov je pojmenován podle sahábího Abú Músy Ašárího, v perštině má název Gap-sabzu (Velký zelený ostrov). Původně byl součástí perské říše, od roku 1906 patřil emirátu Šardžá, který byl pod britskou ochranou. Íránci ostrov vojensky obsadili v roce 1971.